# Jen Ledger
Jennifer Carole Ledger (* 8. prosince 1989 Coventry) je anglicko-americká zpěvačka a bubenice křesťanské rockové skupiny Skillet, jejíž členkou je od roku 2008.

## Mládí
Narodila se 8. prosince 1989 v anglickém Coventry. Na bicí začala hrát ve svých třinácti letech. O tři roky později se s rodinou přestěhovala do Spojených států amerických, kde se připojila ke skupině The Spark.

## Hudební kariéra

### Skillet
Ke skupině se přidala v roce 2008, kdy nahradila odcházející bubenici Lori Petersovou. Ve skupině i zpívá, čímž doplňuje frontmana a zpěváka Johna Coopera.

### Projekt Ledger
V průběhu roku 2012 založila se svojí kamarádkou a taktéž členkou skupiny Korey Cooper, vedlejší skupinu s názvem Ledger. Ve stejném roce vydali i první album. V dubnu roku 2018 vydali první EP album, s názvem Ledger. Postupně vydali singly „Not Dead Yet“, „Bold“, „Warrior“, „Completely“ a „My Arms“.
Dne 1. dubna roku 2021 získala americké občanství.

## Diskografie

#### Skillet
- Awake (2009)
- Rise (2013)
- Unleashed (2016)
- Victorious (2019)
- Dominion (2022)
- Revolution (2024)

#### Ledger
- Ledger (2018) (EP)
- Not Dead Yet (2018)
- Bold (2018)
- Warrior (2018)
- Completely (2019)
- My Arms (2020)

## Ocenění
| Rok  | Cena            | Kategorie          | Výsledek |
| ---- | --------------- | ------------------ | -------- |
| 2012 | Drummies! Award | Vycházející hvězda | Výhra    |
| 2012 | Drummies! Award | Nezávislý bubeník  | Výhra    |